# Kameleoni 66-67 (album)
Kameleoni 66-67 je kompilacijski album skupine Kameleoni. Album je bil posnet med letoma 1966 in 1967 na Radiu Koper in izdan leta 1994 pri založbi Helidon. Zgoščenka je predvsem materializacija spomina na 60-leta, na njej so originalni posnetki v mono tehniki iz šestdesetih let. Album vsebuje pet avtorskih skladb Kameleonov in enajst predelav.

## Seznam skladb
| Št. | Naslov                                                      | Dolžina |
| --- | ----------------------------------------------------------- | ------- |
| 1.  | „Sjaj izgubljene ljubavi‟ (Danilo Kocjančič-Tulio Furlanič) | 2:47    |
| 2.  | „Girl‟ (John Lennon-Paul McCartney)                         | 2:40    |
| 3.  | „La Felicita‟ (Danilo Kocjančič-Vanja Valič)                | 2:22    |
| 4.  | „San Francisco‟ (John Phillips-Scott McKenzie)              | 3:14    |
| 5.  | „See See Rider‟ (Dave Rowbery)                              | 3:55    |
| 6.  | „California Dreaming‟ (John Phillips-Michelle Phillips)     | 2:25    |
| 7.  | „Story Of My Brown Friend‟ (Danilo Kocjančič-Vanja Valič)   | 2:08    |
| 8.  | „Something You've Got‟ (Chris Kenner)                       | 2:50    |
| 9.  | „Looking For Me‟ (Danilo Kocjančič-Vanja Valič)             | 3:00    |
| 10. | „Gdje si ljubavi?‟ (Marijan Maliković-Vanja Valič)          | 2:10    |
| 11. | „Con Le Mie Lacrime‟ (Mick Jagger-Keith Richards)           | 3:00    |
| 12. | „Dedicated To The One I Love‟ (Lowman Pauling-Ralph Bass)   | 2:57    |
| 13. | „With A Girl Like You‟ (Reg Presley)                        | 2:12    |
| 14. | „Una Bambolina Che Fa No‟ (Franck Gerald-Michel Polnareff)  | 2:58    |
| 15. | „For No One‟ (John Lennon-Paul McCartney)                   | 2:08    |
| 16. | „Too Much On My Mind‟ (Ray Davies)                          | 3:41    |

## Zasedba
Kameleoni
- Danilo Kocjančič – kitara, vokal
- Marijan Maliković – kitara, vokal
- Tulio Furlanič – bobni, vokal
- Jadran Ogrin – bas, vokal
- Vanja Valič – klaviature, vokal